# Kamilaroi (langue)
Cet article concerne la langue kamilaroi. Pour le peuple kamilaroi, voir Kamilaroi.
Pour les articles homonymes, voir kld.
Le kamilaroi (ou gamilaraay) est une langue de la famille pama-nyungan, que l'on trouve principalement dans le sud-est de l'Australie. Elle était autrefois la langue des Kamilaroi, mais elle est aujourd'hui moribonde. En 1997, elle n'était plus parlée que par trois personnes.
En 2016, 103 personnes déclarent parler le kamilaroi à la maison.
L'explorateur écossais Thomas Mitchell établit une liste de vocabulaire kamilaroi en 1832. Ce fut la première fois que la langue fut écrite. De 1852 à 1856, elle fut étudiée par le missionnaire presbytérien William Ridley.

## Phonologie

### Voyelles
|        | antérieure | postérieure |
| ------ | ---------- | ----------- |
| fermée | i, iː      | u, uː       |
| basse  | a, aː      | a, aː       |

### Consonnes
|              | Périphérique | Périphérique | Laminale | Laminale | Apicale    | Apicale          |
|              | Bilabiale    | Vélaire      | Palatale | Dentale  | Alvéolaire | Post- alvéolaire |
| ------------ | ------------ | ------------ | -------- | -------- | ---------- | ---------------- |
| Occlusive    | b            | ɡ            | ɟ        | d̪        | d          |                  |
| Nasale       | m            | ŋ            | ɲ        | n̪        | n          |                  |
| Latérale     |              |              |          |          | l          |                  |
| Roulée       |              |              |          |          | r          | ɻ                |
| Semi-voyelle | w            | w            | j        |          |            |                  |

### Accent tonique

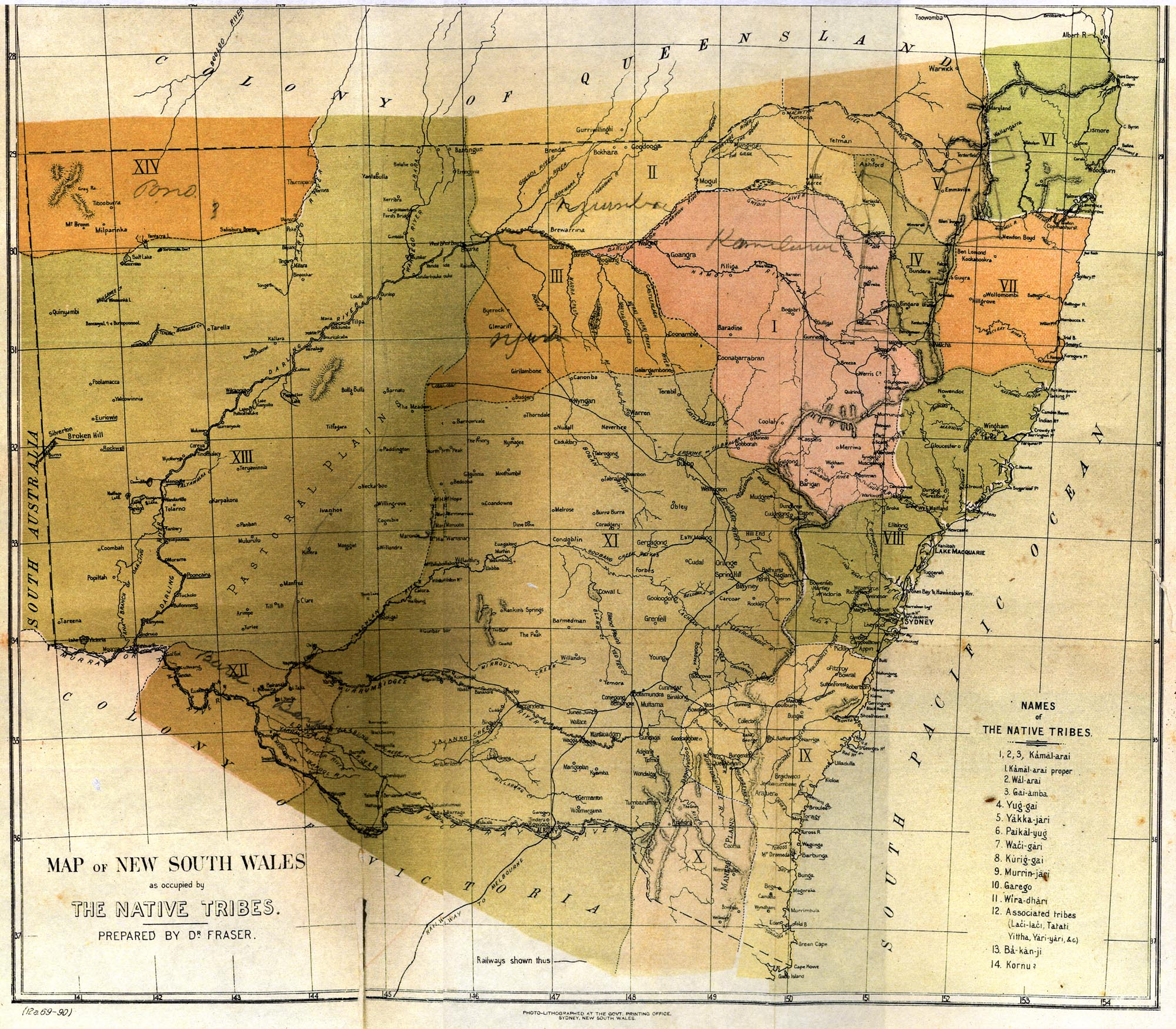
Carte linguistique de la Nouvelle-Galles du Sud, 1892. En rose, le territoire où était parlée la langue kamilaroi.

Toutes les voyelles longues dans un même mot reçoivent le même accent tonique. Si le mot ne contient pas de voyelle longue, l'accent tonique est porté sur la première syllabe.
Un accent tonique secondaire est porté sur les voyelles courtes qui se situent à deux syllabes à droite ou à gauche d'une syllabe qui reçoit un accent tonique.

## Emprunts au kamilaroi
La langue anglaise a emprunté au kamilaroi plusieurs termes, notamment de botanique et de zoologie, ainsi que des noms de lieux (Boggabri, Collarenebri...). Le français a emprunté le nom « brolga » au kamilaroi via l'anglais.